# Gongqingtuan Nongchang (bondby i Kina, Jiangsu Sheng, lat 32,27, long 119,55)
Gongqingtuan Nongchang (kinesiska: 共青团农场) är en bondby i Kina. Den ligger i provinsen Jiangsu, i den östra delen av landet, omkring 74 kilometer öster om provinshuvudstaden Nanjing. Antalet invånare är 1 438. Befolkningen består av 583 kvinnor och 855 män. Barn under 15 år utgör 7,0 %, vuxna 15-64 år 75 %, och äldre över 65 år 16,0 %.
Runt Gongqingtuan Nongchang är det tätbefolkat, med 493 invånare per kvadratkilometer. Närmaste större samhälle är Zhenjiang, 11,0 km sydväst om Gongqingtuan Nongchang. Trakten runt Gongqingtuan Nongchang består till största delen av jordbruksmark.
Genomsnittlig årsnederbörd är 1 302 millimeter. Den regnigaste månaden är juli, med i genomsnitt 255 mm nederbörd, och den torraste är januari, med 30 mm nederbörd.